# Динисин, Алексей Николаевич
Алексей Николаевич Динисин (род. 5 мая 1968, Челябинск) — советский хоккеист, нападающий.

## Биография
Воспитанник челябинского «Трактора». Выступал за команды «Металлург» Челябинск (1984/85 — 1985/86), «Луч» Свердловск (1986/87 — 1988/89), «Автомобилист» Свердловск) (1987/88 — 1989/90), «Динамо» Харьков) (1990/91), «Кренгольм» Нарва (1991/92).
В высшей лиге провёл три сезона за «Автомобилист», сыграл 63 матча.